# Anbetungskirche (Hassels)

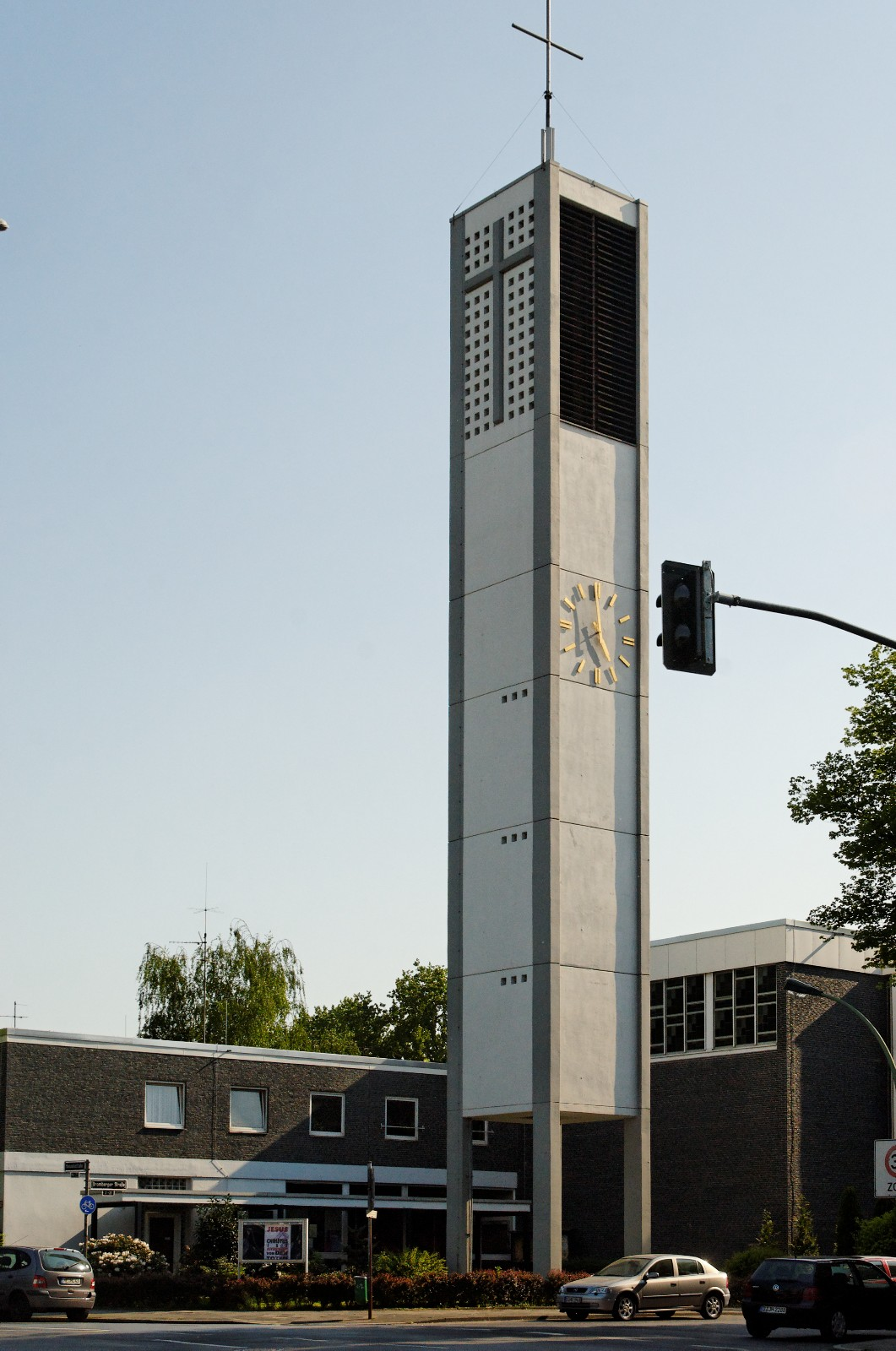
Anbetungskirche Düsseldorf, Ansicht von Norden

Die Anbetungskirche ist eine evangelische Kirche in Düsseldorf-Hassels. Die Evangelische Kirchengemeinde Benrath baute in den Jahren 1962 bis 1964 dieses Kirchengebäude zusätzlich zur Dankeskirche, weil die Gemeinde stark angewachsen war. Der Einweihungsgottesdienst fand statt am 4. Oktober 1964, dem Erntedanksonntag.

## Beschreibung
Die Kirche im Stil der Moderne besteht aus der quaderförmigen Saalkirche und dem nach Art eines Campanile frei stehenden Kirchturm. Das Kirchengebäude ist eingebunden in ein Gemeindezentrum aus Gemeindesaal, Kindergarten und Pfarrhaus.
Die Decke des Kirchensaals besteht aus konkaven und konvexen Dreiecken. Unter der Decke verlaufen an den Seitenwänden Fensterbänder, die für Tageslicht im Raum sorgen. Die in Blautönen gehaltene abstrakte Gestaltung lag in den Händen der Künstlerin Hilde Viering. Der Mittelteil der Stirnwand ist leicht nach außen versetzt, so dass sich zwei vertikale Lichtbänder ergeben, die den mit Tageslicht beleuchten. Im Altarbereich befinden sich in der Mitte der Altar und dahinter, erhöht und beiderseits über mehrere Stufen erreichbar die Kanzel, die, wenn auch nicht  mit dem Altar verbunden, der Anordnung wie bei einem Kanzelaltar entspricht. Rechts und links befinden sich ein Ambo und ein Taufbecken. Alle diese Ausstattungsteile sind bis auf die Schale des Taufbeckens aus Holz gefertigt. Im hinteren Teil des Kirchenraums ist über die ganze Breite eine Empore eingezogen, auf der die Orgel jedoch nicht aufgestellt wurde.
Künstlerischer Schmuck ist sehr sparsam eingesetzt. Ein metallenes Kreuz über der Kanzel ist als Rahmen gestaltet, in den die vergoldeten Buchstaben eines Prophetenworts (Jesaja  6,3) eingefügt sind: HEILIG, HEILIG, HEILIG IST DER HERR ZEBAOTH | ALLE LANDE SIND SEINER EHRE VOLL. Auf der rechten Seite der Stirnwand befindet sich die Darstellung eines Engels, die von Hilde Viering (1898–1981) entworfen und als Mosaik aus Schiefer angefertigt wurde.

## Orgel
Die nicht mehr verwendete Orgel, die nicht auf der Empore, sondern an der linken Seitenwand aufgestellt ist, wurde 1969 von dem Orgelbauer Karl Schuke (Berlin) erbaut. Das Schleifladen-Instrument hat 23 Register auf zwei Manualen und Pedal.
Die Spieltrakturen sind mechanisch, die Registertrakturen elektrisch.
| I Hauptwerk C–g3 |             |       |
| 1.               | Rohrflöte   | 16′   |
| 2.               | Principal   | 8′    |
| 3.               | Gemshorn    | 8′    |
| 4.               | Oktave      | 4′    |
| 5.               | Spillpfeife | 4′    |
| 6.               | Nassat      | 2 ⁄3′ |
| 7.               | Waldflöte   | 2′    |
| 8.               | Mixtur IV-V | 1 ⁄3′ |
| 9.               | Trompete    | 8′    |
|                  | Tremulant   |       |

| II Schwellwerk C–g3 |                 |       |
| 10.                 | Gedackt         | 8′    |
| 11.                 | Rohrflöte       | 4′    |
| 12.                 | Principal       | 2′    |
| 13.                 | Sifflöte        | 1 ⁄3′ |
| 14.                 | Sesquialtera II |       |
| 15.                 | Scharff III-IV  | 2⁄3′  |
| 16.                 | Vox humana      | 8′    |
|                     | Tremulant       |       |

| Pedal C–f1 |                 |     |
| 17.        | Subbass         | 16′ |
| 18.        | Principal       | 8′  |
| 19.        | Gedackt         | 8′  |
| 20.        | Hohlflöte       | 4′  |
| 21.        | Rauschpfeife IV | 4′  |
| 22.        | Posaune         | 16′ |
| 23.        | Zink            | 4′  |

- Koppeln: II/I, I/P, II/P

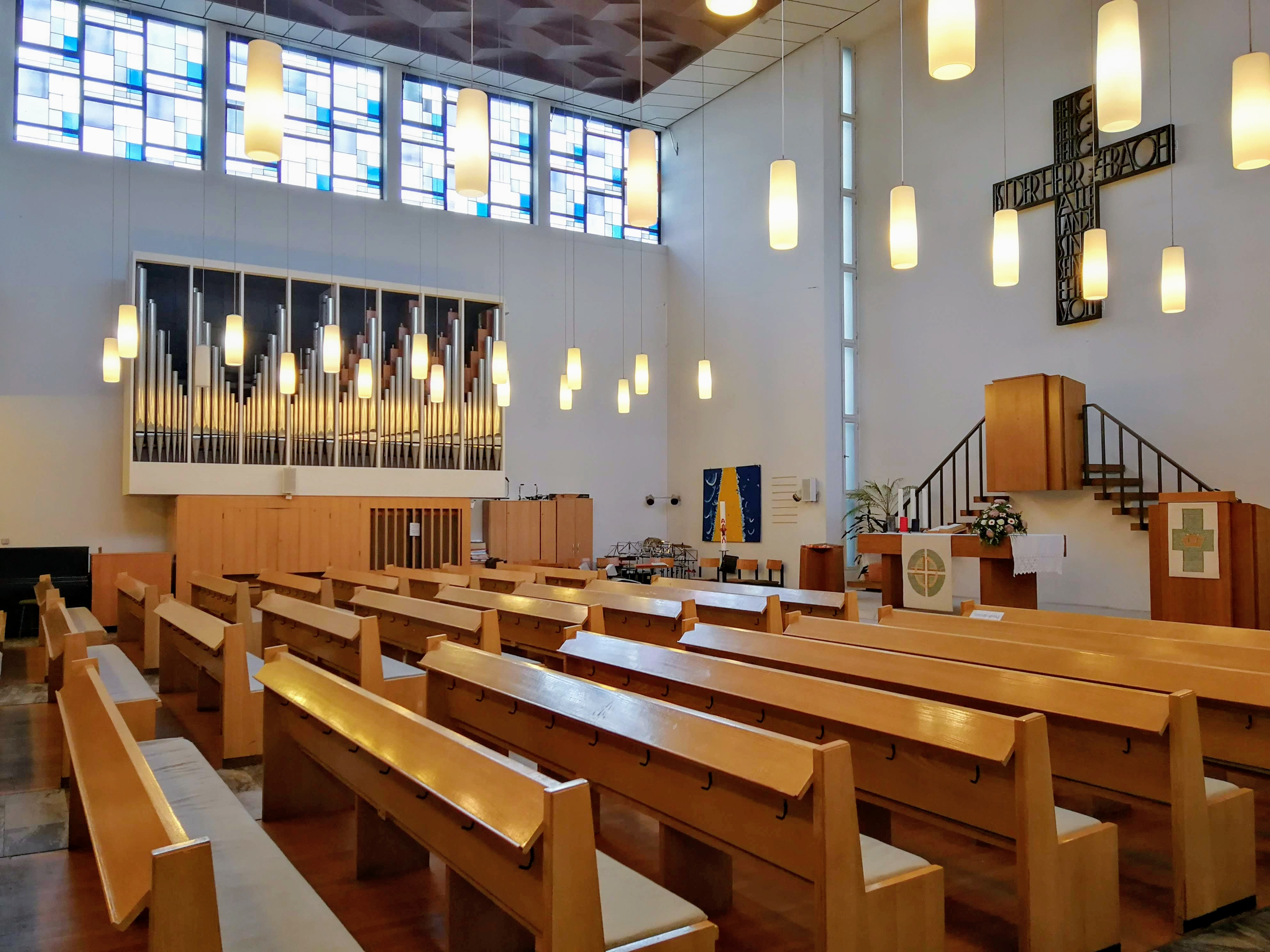
Kirchenraum und Orgel (2019)

Da nach Angaben der Gemeinde die erwarteten Instandhaltungskosten den finanziellen Rahmen gesprengt hätten, wurde die Orgel stillgelegt und 2022 eine Digitalorgel installiert.

## Turm und Glocken
Der Kirchturm mit rechteckigem Grundriss steht seitlich vor der Kirche nahe der vorbeiführenden Straße. Im unteren Bereich ist er nach allen Seiten offen, so dass er auf Stelzen zu stehen scheint. Er wird von einem hohen Kreuz bekrönt. Im Glockengeschoss hängt ein vierstimmiges Glockengeläut, das 1964 von der Glocken- und Kunstgießerei Rincker in Sinn (Hessen) gegossen wurde.
| Glocke | Name              | Gewicht | Durchmesser | Schlagton | Inschrift                                         |
| ------ | ----------------- | ------- | ----------- | --------- | ------------------------------------------------- |
| 1      | Bekenntnisglocke  | 740 kg  | 1018 mm     | a′+1      | IHR SOLLT MEINE ZEUGEN SEIN. APOSTELG. 1.8        |
| 2      | Anbetungsglocke   | 480 kg  | 893 mm      | h′±0      | BETET IHN AN IN HEILIGEM SCHMUCK. PSALM 29.2      |
| 3      | Versöhnungsglocke | 375 kg  | 840 mm      | c″+1      | LASSET EUCH VERSÖHNEN MIT GOTT. 2. KORINTHER 5.20 |
| 4      | Trostglocke       | 300 kg  | 170 mm      | d″+1      | TRÖSTET, TRÖSTET MEIN VOLK. JESAJA 40.1           |